# Carbon-Blanc

Carbon-Blanc este o comună în departamentul Gironde din sud-vestul Franței. În 2009 avea o populație de 6.901 de locuitori.

## Evoluția populației
| An        | 1975  | 1982  | 1990  | 1999  | 2006  | 2009  |
| --------- | ----- | ----- | ----- | ----- | ----- | ----- |
| Populație | 4.567 | 5.733 | 5.842 | 6.620 | 7.007 | 6.901 |